# Emiratos Árabes Unidos en los Juegos Olímpicos de Pekín 2008
Los Emiratos Árabes Unidos estuvieron representados en los Juegos Olímpicos de Pekín 2008 por ocho deportistas, seis hombres y dos mujeres, que compitieron en siete deportes.
La portadora de la bandera en la ceremonia de apertura fue la practicante de taekwondo Maiza Al-Maktum. El equipo olímpico emiratí no obtuvo ninguna medalla en estos Juegos.